# Philip Massinger

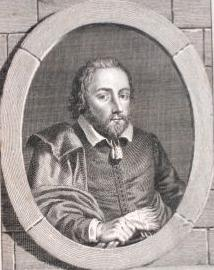
Philip Massinger.

Philip Massinger, född 1583, död den 17 mars 1640, var en engelsk dramatiker.
Massinger var student vid Oxfords universitet 1602-06, begav sig därefter, utan att ha erhållit någon akademisk grad, till London, där han ägnade sig åt dramatiskt författarskap. Först på 1620-talet började hans pjäser tryckas och uppföras.
Angående hans levnadsomständigheter vet man endast, att han alltjämt befann sig, om ej direkt i nöd, så dock i mycket brydsamma förhållanden och att han dog i London. Han begravdes i sin medarbetare Fletchers grav (i S:t Saviour's church, Southwark). Bland Shakespeares omedelbara efterföljare är Massinger en av de produktivaste och mest bildade. Han står närmast Shakespeare i förmågan att bygga upp ett drama. Handlingen i hans stycken framskrider jämnt, med en samlad styrka, som till och med kan urarta till tyngd.
Han gör gärna till huvudsak skildringen av en härskande lidelses tillväxt och verkningar och påminner härigenom, men även i andra avseenden, om Marlowe. Vekhet och moraliskt upphöjd värdighet är utmärkande för honom. Diktionen är ren och smakfull, fri från såväl låghet som svulst. Emellertid var Massinger, för att tillmötesgå tidssmaken, tvungen att i sina stycken inmänga komiska scener. Dessa är hos honom så skamlöst plumpa, att man kan misstänka, att de förskriver sig från annan hand. Det är också känt, att han samarbetade med andra dramatiker (i första rummet med Fletcher, men även med Dekker, Rowley, Middleton och Nathaniel Field).
Det 20-tal draman, som var skrivna av Massinger och Fletcher gemensamt, utgavs i blott den senares namn. Endast 14 stycken av de nu bevarade utgavs som författade av Massinger ensam. Under 1800-talet ha ytterligare två draman blivit funna, som säkert är av honom. Man känner dessutom titlarna på 12 av Massinger ensam eller i förening med andra skrivna stycken, vilka nu gått förlorade. I några av Massingers dramer framlyser en så hög uppskattning av katolicismen, att man trott sig kunna antaga, att han hyllat denna bekännelse. Så är The Virgin Martyr (tryckt 1622), skriven i samarbete med Dekker, ett verkligt medeltida mysteriespel, och i The renegado (1624) utrustas en jesuitpräst med de största dygder.
Vidare märks det skakande sorgespelet The Duke of Milan (1623), The bondman (1624), The roman actor (1629), The fatal dowry (1632; i samarbete med Field), den i sede- och lyxhistoriskt hänseende märkliga komedin The city madam (samma år) samt A new way to pay old debts (1633), som ännu bibehåller sig på repertoaren och vars hjälte, den snikne sir Giles Overreach, varit en av Kean och andra stora skådespelare eftersökt roll.